# Tranvía de Badajoz

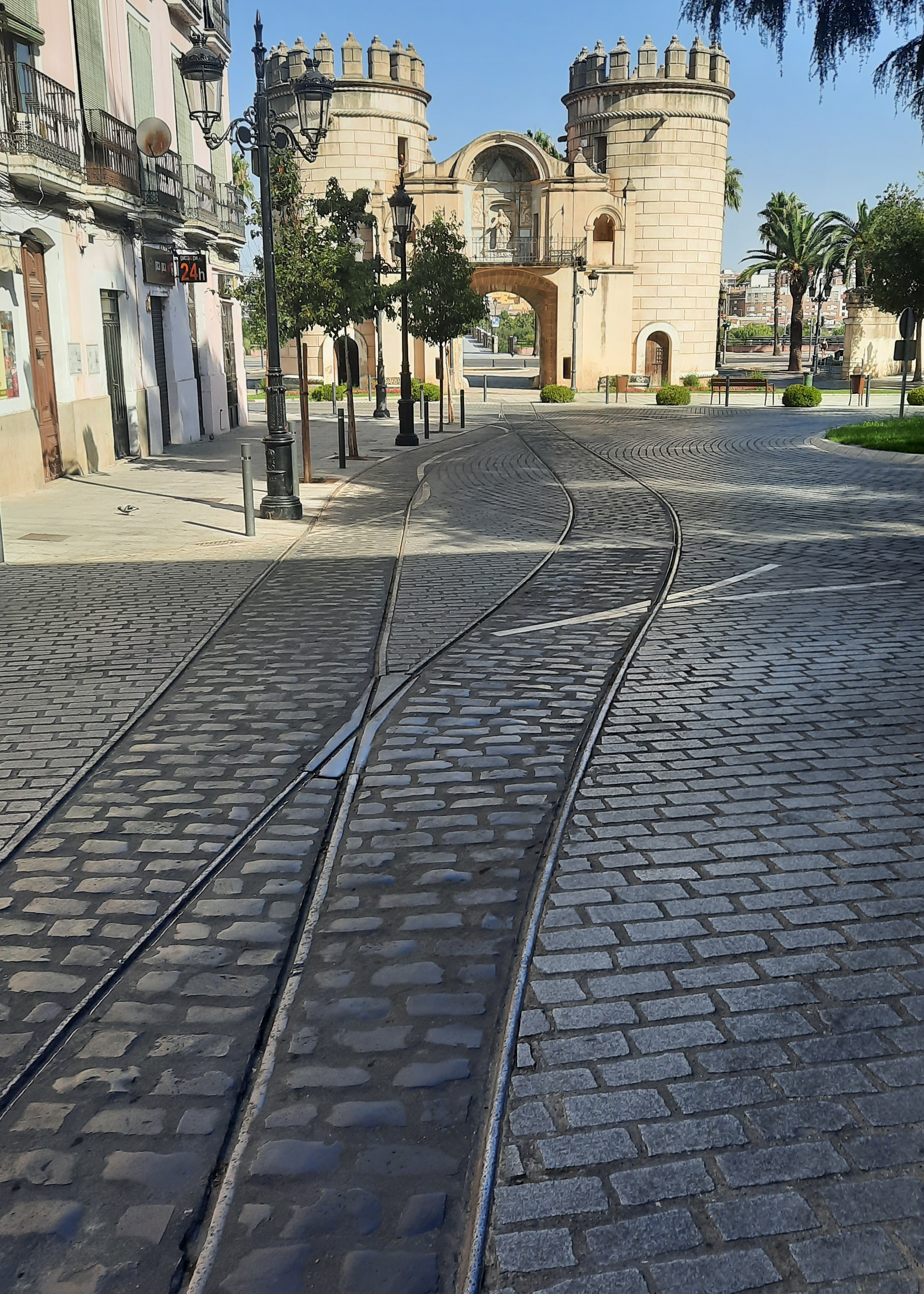
Puerta de Palmas en agosto de 2024. Se aprecian las vías del tranvía

El Tranvía de Badajoz fue un servicio de tranvía ubicado en la ciudad de Badajoz (España), enlazando el centro de la ciudad con la recientemente inaugurada Estación de Badajoz. Estuvo en funcionamiento desde su inauguración en 1889 hasta 1929, con una pausa entre 1912 y 1914 debido a la quiebra de la primera empresa y el traslado a una nueva.
El tranvía poseía una estación donde se guardarían los tranvías, ubicada en la avenida Carolina Coronado, cerca de la estación de tren, y que posteriormente sería utilizada como una fábrica, Inexca, finalmente siendo demolida, y reemplazada por edificios residenciales y por el parque Plaza de Diego de Badajoz.

## Historia
La historia del Tranvía de Badajoz empieza en 1886, cuando José López Sánchez realiza el proyecto del tranvía de sangre y se lo envía al Ayuntamiento. En 1888, después de varias modificaciones al proyecto inicial, se realiza la concesión y se crea la sociedad La Honra Extremeña.

### Construcción e Inauguración
La colocación del primer raíl ocurrió el 13 de octubre de 1888. Posteriormente, en diciembre empezaron a llegar coches del tranvía. El trazado original contemplaba solamente las vías entre la estación y el Hornabeque del Puente de Palmas, y desde la Puerta de Palmas hasta la Plaza de España, dejando un vacío en el Puente de Palmas. El tranvía realizó su primer trayecto, sin pasajeros, el 18 de marzo de 1889, y realizaría su inauguración el día siguiente.
Durante la inauguración del tranvía, hubo grandes disturbios en la ciudad, habiendo atropellos y pedradas, teniendo como objetivos los coches de tranvías, sus caballos y los conductores. A partir de estas circunstancias, y debido a la precariedad con la que se construyó el trazado, se tuvieron que realizar más pruebas, con lo que el tranvía empezó a circular con normalidad el 24 de abril de ese año, sin mayor complicación.

### Expansión, quiebra y reapertura
En 1891 ocurriría la primera expansión del tranvía, construyéndose el tramo desde la puerta de Palmas hasta la plaza de la Soledad. La segunda y última expansión ocurriría un año más tarde, en 1892, construyéndose la línea que conectaría ambos lados del río, entre la puerta de Palmas y el hornabeque del puente de Palmas, a través del puente de Palmas.
En septiembre de 1912, quebraría la empresa La Honra Extremeña, y quedarían en subasta los materiales de la empresa del tranvía, por 114.663,30 pesetas, que serían comprados por la empresa Tranvía de Badajoz. Posteriormente, volvería a circular con normalidad el tranvía por la ciudad.

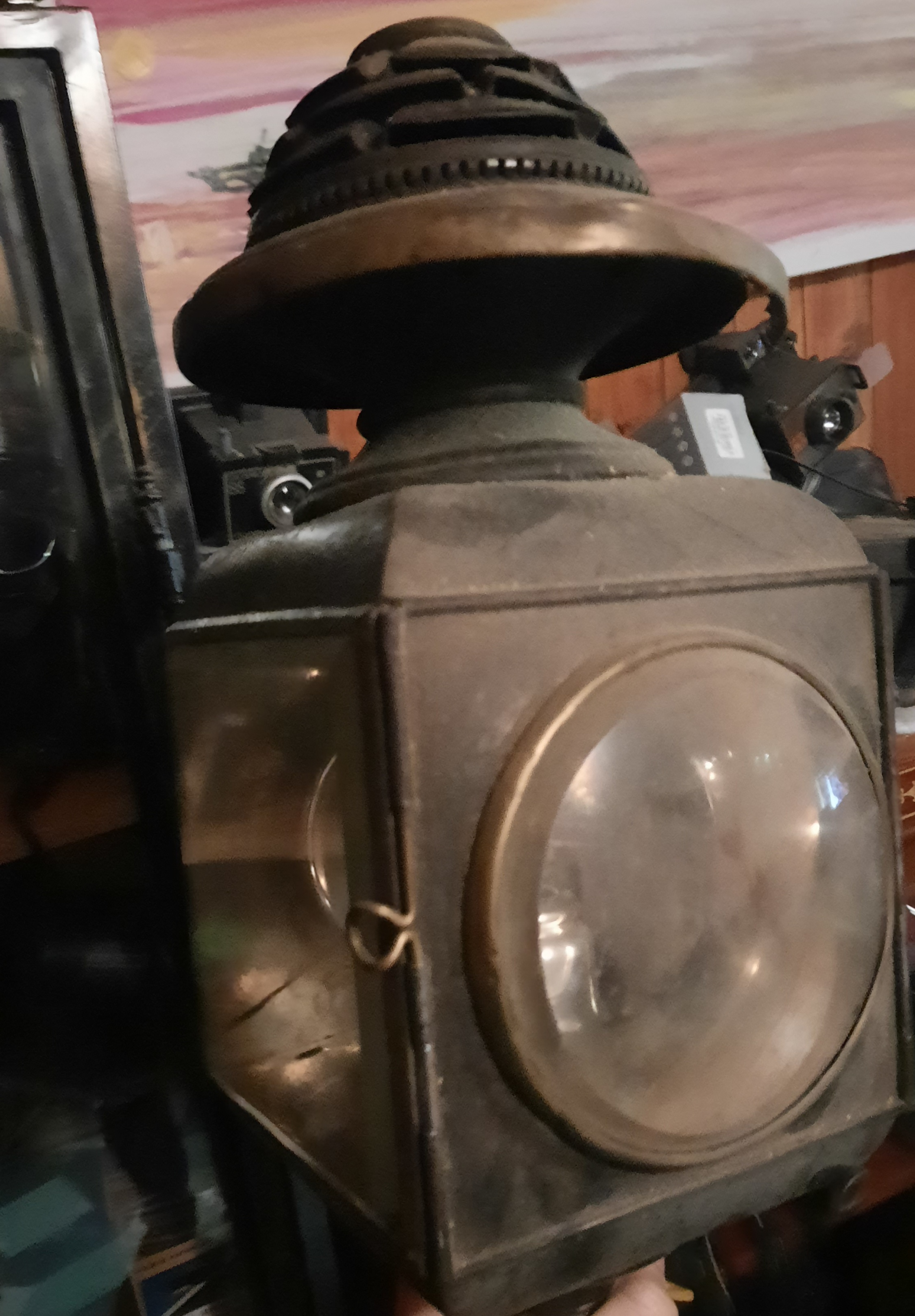
Farol que pertenecía a un coche del tranvía de Badajoz. Único vestigio físico de los coches del tranvía

### Desaparición
Debido a problemas constantes debido a la mala calidad del tranvía y de sus vías, que causaban descarrilamientos frecuentes, y los malos tratos que se le daban a los animales que cargaban con los coches, además de otros factores como la popularidad del automóvil causaron la quiebra de la sociedad Tranvía de Badajoz, la subasta de sus partes, y eventualmente la desaparición del tranvía y de sus vías del mobiliario público. Además, el tranvía resultaba anticuado, pues la mayoría de tranvías de España ya estaban electrificados en ese momento.

## Trayecto
La línea principal del Tranvía transcurría desde la Estación de Tren, pasando por la avenda Carolina Coronado, el Puente de Palmas, la plaza de los Reyes Católicos, la calle Prim, calle Abril, calle Vasco Núñez, plaza de San Francisco, plaza de Minayo, calle del Obispo y finalmente la plaza de España.
Sin embargo, existieron varias modificaciones realizadas al trazado original. Debido a que el puente de Palmas era propiedad del gobierno estatal, las vías no se pudieron poner en este hasta 1892. En 1919, se modificó el trazado dentro de la Plaza de España debido a la reforma que se realizó ese año, y posteriormente, se proyectaron varias modificaciones a la via en la zona de la estación.

### Segunda Línea
En 1891, se construyó una nueva línea, más corta y menos longeva que la principal, que empezaba en la Plaza de la Soledad, y se unía a la principal en la plaza de los Reyes Católicos, adjunta a la Puerta de Palmas.Esta, sin embargo, fue más problemática, pues transcurría por calles muy estrechas, lo que causaba problemas debido a la gran anchura de los coches del tranvía. 

### Tercera Línea
En 1891, se proyectó y se hizo una concesión a la sociedad del tranvía La Honra Extremeña para construir una línea de tranvía que transcurriría desde la Puerta de Palmas hasta la frontera con Portugal en Caya. Sin embargo, esta línea no llegó a ser construida, pues únicamente se realizó el tramo que se proyectaba por el puente de Palmas. Finalmente, la concesión caducaría en 1913, al no haberse realizado las obras.

## Actualidad

### Vestigios
La gran mayoría de los restos de las vías no han sido conservados, siendo asfaltados, removidos o vendidos entre la clausura del tranvía y principios del siglo XXI a causa de las obras en la calle Prim. Sin embargo, quedan en buen estado de conservación varios metros de vías en frente de la Puerta de Palmas, después de haber sido descubiertos en unas obras de reforma de la plaza en 2022, donde también se aprecia un desvío utilizado para que no se chocaran los tranvías, debido a la única vía por la que este circulaba. Otros tramos de vía se conservan también en manos privadas. Actualmente, de los coches de tranvía, solamente se conservan dos faroles, pues, los coches fueron desguazados completamente.

### Propuestas actuales
En 2021, la Asociación Cívica Ciudad de Badajoz propuso realizar un tren-tranvía transfronterizo que conectaría la ciudad con Elvas, y mejoraría el transporte público dentro de la ciudad, actualmente servido únicamente por autobuses urbanos, aunque esta propuesta no sería escuchada por el gobierno local.